# Union sportive d'Ivry (football)
Maillots
Actualités
L'Union sportive d'Ivry est un club français de football, basé à Ivry-sur-Seine (Val-de-Marne). Longtemps simple section de l'Union sportive d'Ivry omnisports, fondée en 1919 et plus connue pour les succès de sa section handball, la section football en prend son indépendance en 2011.
Le club évolue en National 3 depuis 2015.

## Histoire
Dès sa fondation en 1919 par des jeunes militants socialistes, l'Union Sportive du Travail d'Ivry (USTI) possède une section football. Avec le soutien de la mairie, passée à gauche en 1925, le club se développe rapidement en nombre de pratiquants et de sections. Le club est l'un des plus importants de la Fédération sportive et gymnique du travail (FSGT) créée en 1934. Il fusionne en mars 1935 avec l'ERSI pour former l'Étoile Sportive du Travail d'Ivry (ESTI). Après la Seconde Guerre mondiale, le club modifie son nom en Union Sportive d'Ivry afin de se montrer plus rassembleur (1949). Le stade de Clerville est inauguré en 1952. En 2006, le club compte 36 sections pour plus de 6000 membres.
L'équipe fanion de l'US Ivry Football reste longtemps plongée dans les profondeurs de la Ligue de Paris Île-de-France. En 1992, elle évolue en Division d'Honneur Régionale de Paris, le 2e échelon régional. Six ans plus tard, en 1998, elle remporte le championnat de Division d'Honneur de Paris, ce qui lui ouvre pour la première fois les portes des championnats nationaux.
L'US Ivry évolue alors pendant onze saisons d'affilée en CFA 2, ce qui en fait un des doyens du championnat. En 2009, le club parvient à accéder au CFA à la faveur d'une 2e place dans le groupe B, et parvient les années suivantes à s'y maintenir. Il termine en 2011 à la 3e place du groupe B de CFA, le meilleur classement de son histoire. Cette même année, la section football prend son indépendance financière et administrative du club omnisports, l'Union sportive d'Ivry.
L'ambition d'accéder à terme au championnat National, la D3 française, n'est pas cachée. En 2013-2014, son capitaine est le croate Jure Primorac, le fils de Boro Primorac, passé par l'AS Cannes et le Stade rennais notamment, au club depuis 2006.
En 2015, le club est relégué en CFA 2, qui devient par la suite le National 3. Lors de la saison 2019-2020, Ivry n'est pas loin de monter à l'échelon supérieur mais le FC Versailles le devance de deux points.

## Résultats sportifs

### Palmarès
- DH Paris (1) 
  - Champion : 1998
- Coupe de Paris (2) 
  - Vainqueur : 1995 et 2008

### Bilan saison par saison
| Saison    | Championnat                      | Hiérarchie | Hiérarchie | Hiérarchie | Hiérarchie | Hiérarchie | Hiérarchie | Hiérarchie | Pts | J  | G  | N  | P  | Bp | Bc | Diff | Coupe de France |
| Saison    | Championnat                      | I          | II         | III        | IV         | V          | VI         | VII        | Pts | J  | G  | N  | P  | Bp | Bc | Diff | Coupe de France |
| --------- | -------------------------------- | ---------- | ---------- | ---------- | ---------- | ---------- | ---------- | ---------- | --- | -- | -- | -- | -- | -- | -- | ---- | --------------- |
| 1992-1993 | DHR groupe B Paris-Île-de-France |            |            |            |            |            |            | 3e         |     |    |    |    |    |    |    |      |                 |
| 1993-1994 | DHR groupe B Paris-Île-de-France |            |            |            |            |            |            | 3e         |     |    |    |    |    |    |    |      |                 |
| 1994-1995 | DHR groupe A Paris-Île-de-France |            |            |            |            |            |            | 1er        |     |    |    |    |    |    |    |      | 6e tour         |
| 1995-1996 | DH Paris-Île-de-France           |            |            |            |            |            | 3e         |            |     |    |    |    |    |    |    |      |                 |
| 1996-1997 | DH Paris-Île-de-France           |            |            |            |            |            | 2e         |            |     |    |    |    |    |    |    |      |                 |
| 1997-1998 | DH Paris-Île-de-France           |            |            |            |            |            | 1er        |            |     |    |    |    |    |    |    |      |                 |
| 1998-1999 | CFA 2 groupe A                   |            |            |            |            | 6e         |            |            |     |    |    |    |    |    |    |      |                 |
| 1999-2000 | CFA 2 groupe A                   |            |            |            |            | 4e         |            |            |     |    |    |    |    |    |    |      |                 |
| 2000-2001 | CFA 2 groupe B                   |            |            |            |            | 7e         |            |            |     |    |    |    |    |    |    |      |                 |
| 2001-2002 | CFA 2 groupe B                   |            |            |            |            | 7e         |            |            |     |    |    |    |    |    |    |      |                 |
| 2002-2003 | CFA 2 groupe B                   |            |            |            |            | 9e         |            |            |     |    |    |    |    |    |    |      |                 |
| 2003-2004 | CFA 2 groupe B                   |            |            |            |            | 3e         |            |            |     |    |    |    |    |    |    |      | 8e tour         |
| 2004-2005 | CFA 2 groupe H                   |            |            |            |            | 5e         |            |            |     |    |    |    |    |    |    |      | 7e tour         |
| 2005-2006 | CFA 2 groupe B                   |            |            |            |            | 11e        |            |            |     |    |    |    |    |    |    |      | 4e tour         |
| 2006-2007 | CFA 2 groupe H                   |            |            |            |            | 6e         |            |            | 75  | 30 | 12 | 9  | 9  | 43 | 37 | +6   | 7e tour         |
| 2007-2008 | CFA 2 groupe H                   |            |            |            |            | 4e         |            |            | 79  | 30 | 13 | 10 | 7  | 37 | 24 | +13  | 8e tour         |
| 2008-2009 | CFA 2 groupe B                   |            |            |            |            | 2e         |            |            | 84  | 30 | 15 | 9  | 6  | 44 | 16 | +28  | 5e tour         |
| 2009-2010 | CFA groupe D                     |            |            |            | 9e         |            |            |            | 80  | 34 | 12 | 10 | 12 | 40 | 37 | +3   |                 |
| 2010-2011 | CFA groupe B                     |            |            |            | 3e         |            |            |            | 88  | 32 | 15 | 11 | 6  | 53 | 31 | +22  | 5e tour         |
| 2011-2012 | CFA groupe A                     |            |            |            | 9e         |            |            |            | 83  | 34 | 14 | 7  | 13 | 50 | 40 | +10  | 8e tour         |
| 2012-2013 | CFA groupe A                     |            |            |            | 8e         |            |            |            | 80  | 34 | 10 | 16 | 8  | 33 | 31 | +2   | 6e tour         |
| 2013-2014 | CFA groupe A                     |            |            |            | 7e         |            |            |            | 69  | 28 | 11 | 8  | 9  | 37 | 37 | 0    | 5e tour         |
| 2014-2015 | CFA groupe A                     |            |            |            | 16e        |            |            |            | 64  | 30 | 8  | 10 | 12 | 31 | 44 | -13  | 6e tour         |
| 2015-2016 | CFA 2 groupe G                   |            |            |            |            | 5e         |            |            | 66  | 26 | 11 | 7  | 8  | 33 | 27 | +6   | 5e tour         |
| 2016-2017 | CFA 2 groupe E                   |            |            |            |            | 7e         |            |            | 32  | 26 | 9  | 5  | 12 | 34 | 37 | -3   | 4e tour         |
| 2017-2018 | National 3 IDF                   |            |            |            |            | 7e         |            |            | 36  | 26 | 10 | 6  | 10 | 37 | 35 | +2   | 6e tour         |
| 2018-2019 | National 3 IDF                   |            |            |            |            | 8e         |            |            | 36  | 26 | 9  | 8  | 9  | 37 | 31 | +6   | 6e tour         |
| 2019-2020 | National 3 IDF                   |            |            |            |            | 2e         |            |            | 40  | 18 | 12 | 4  | 2  | 25 | 9  | +16  | 5e tour         |
| 2020-2021 | National 3 IDF                   |            |            |            |            | 3e         |            |            | 13  | 6  | 4  | 1  | 1  | 10 | 5  | +5   | 6e tour         |
| 2021-2022 | National 3 IDF                   |            |            |            |            | 11e        |            |            | 27  | 26 | 7  | 6  | 13 | 37 | 45 | -8   | 5e tour         |
| 2022-2023 | National 3 IDF                   |            |            |            |            | 8e         |            |            | 34  | 26 | 8  | 10 | 8  | 27 | 29 | -2   | 6e tour         |
| 2023-2024 | National 3 IDF                   |            |            |            |            | 7e         |            |            | 33  | 26 | 9  | 6  | 9  | 35 | 34 | +1   | 3e tour         |

| Champion / vainqueur | Promu | Relégué |

## Structures du club

### Stade

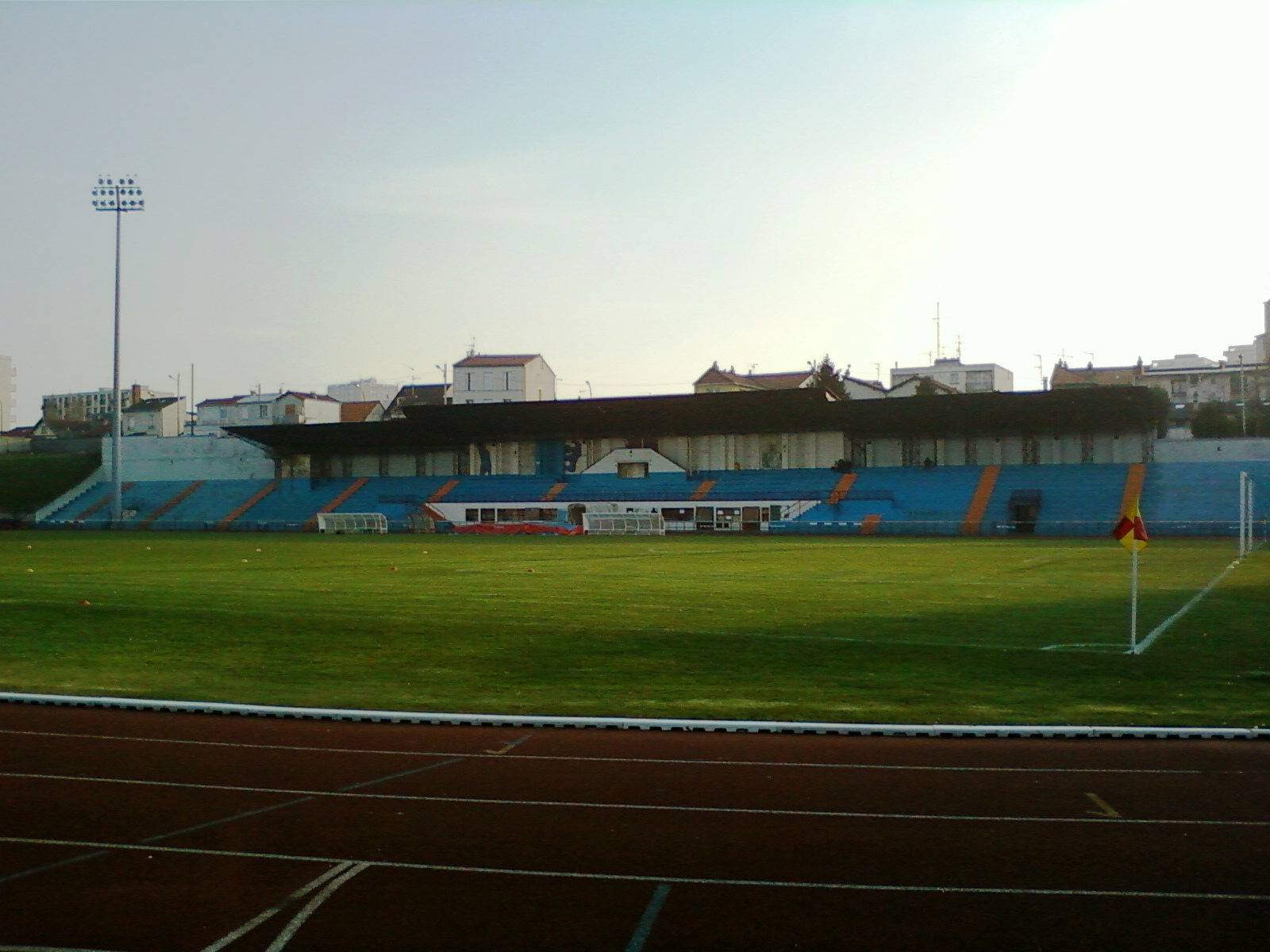
Vue du Stade Clerville.

L'équipe fanion de l'US Ivry Football est résidente du Stade Clerville, du nom d’Édouard Clerville (1898-1944), un des fondateurs de l'USTI (Union Sportive du Travail d'Ivry), ancêtre de l'US Ivry. Membre des Francs-tireurs et partisans (FTPF) à partir de 1943, il mourut au cours d'une mission en 1944.

### Couleurs et logos
Les footballeurs reprennent les couleurs du club omnisports : le rouge et le noir.

Blason du club omnisports utilisé jusqu'en 2011
Logo jusqu'en 2022.
Logo depuis 2022.

## Personnalités du club

### Entraîneurs
- 2014-2015 :  Jean-Luc Girard

### Anciens joueurs
Le milieu de terrain Jure Primorac joue en 2014-2015 sa 9e saison à l'US Ivry, une exception dans l'effectif du club. Il compte plus de 150 matchs de CFA avec le club.
Le joueur formé à l'US Ivry ayant connu la plus grande carrière ensuite est probablement l'international français Jimmy Briand, licencié au club entre 7 et 15 ans. D'autres joueurs sont devenus professionnels sans avoir évolué en équipe première, comme Bakary Sako, Cédric Bakambu, champion d'Europe des moins de 19 ans en 2010, Sofiane Hanni ou encore Florian Makhedjouf.
De nombreux joueurs passés par l'équipe première de l'US Ivry ont également réalisé une carrière professionnelle. Kévin Diaz (en), passé en 2005-2006 à Ivry, joue plus de 150 matchs en Eerste divisie, la Division 2 néerlandaise. Bagaliy Dabo, Ivryien de 2009 à 2011, évolue ensuite en Ligue 2 avec le FC Istres puis l'US Créteil. Le milieu Hakeem Achour, de 2010 à 2012 à Ivry, signe ensuite au Dijon FCO, en Ligue 1. Après une saison, Ben Sangaré signe en 2012 l'AC Arles-Avignon en Ligue 2. En 2013, Romain Lejeune part à Istres, en L2. L'année suivante, Anthony Petrilli quitte Ivry pour le Paris SG.
À l'inverse, d'anciens professionnels ont signé à l'US Ivry, comme le Guinéen Habib Jean Baldé en 2009, après quatre saisons au Stade de Reims en Ligue 2.
Lors de la saison 2022-2023, l’ancien Lyonnais Claudio Beauvue rejoint l’US Ivry en National 3.

## Section futsal
Lors de la saison 2003-2004, l'US Ivry est défait aux tirs au but en finale de la Coupe de France de futsal par le FC Mulhouse (4-4 tab 2-1).